# Laurens megye (Georgia)
Laurens megye az Amerikai Egyesült Államokban, azon belül Georgia államban található. Megyeszékhelye és legnagyobb városa Dublin. Lakosainak száma 49 570 fő (2020. április 1.). Laurens megye Johnson, Dodge, Emanuel, Treutlen, Wheeler, Bleckley, Wilkinson és Twiggs megyékkel határos.

## Népesség
A megye népességének változása:
| Lakosok száma | 48 386 | 48 014 | 48 016 | 47 999 | 47 731 | 49 570 |
|               | 2010   | 2011   | 2012   | 2013   | 2015   | 2020   |